# Museumsverband Brandenburg
Der Museumsverband des Landes Brandenburg e. V. (kurz: MVB) ist der Fachverband für die Museen des Landes Brandenburg und der älteste seiner Art in Deutschland. Er berät und unterstützt die Museen des Landes Brandenburg unabhängig ihrer Trägerschaft. Dies geschieht unter anderem durch Unterstützung bei Konzeptionierung und Digitalisierung, regelmäßigen Weiterbildungsveranstaltungen und Grundlagenkursen, Netzwerkbildung und -betreuung, Fördermittelakquise sowie Öffentlichkeitsarbeit. Zudem führt der Verband auch eigene Forschungsprojekte durch. Er vertritt die brandenburgischen Museen im Land Brandenburg sowie im Deutschen Museumsbund.
Der Verband ist ein eingetragener Verein und besitzt eine Geschäftsstelle in Potsdam. Er erhält eine Projektförderung durch das Ministerium für Wissenschaft, Forschung und Kultur Brandenburg.

## Geschichte
Der Museumsverband Brandenburg ist der älteste seiner Art in Deutschland. Die Gründung erfolgte am 29. September 1912 durch 18 Museumsleiter der Provinz Brandenburg in der Berliner Gaststätte „Zum Franziskaner“. Aufgerufen zur Verbandsgründung hatte der renommierte Eberswalder Heimatforscher und Museumsleiter Rudolf Schmidt.
In der Weimarer Republik gelang der „Vereinigung brandenburgischer Museen“ eine regelmäßige Arbeit, was zur Qualifizierung der Museumsarbeit beitrug. Halbjährliche Treffen schlossen Besichtigungen und Fachvorträge ein und ermöglichten ein Netzwerk von 20 bis 30 Museen in der Provinz Brandenburg. Zu diesem Zeitpunkt existierten etwa 50 Museen dort. Zentrale Fragestellungen dieser Zeit waren eine einheitliche Sammlungstätigkeit und -pflege sowie Methoden der Ausstellung. Auch erste Konzepte einer modernen Vermittlungsarbeit wurden diskutiert. Insbesondere in der Sammlungspflege stach Georg Mirow, Leiter des Kreismuseums Lebus in Müncheberg, hervor. Er erarbeitete schon 1921 eine eigene Sammlungssystematik nach insgesamt acht Kategorien für Müncheberg und folgte damit modernen Ansätzen der Museumsarbeit.
Während der Zeit des Nationalsozialismus wurde die Vereinigung brandenburgischer Museen infolge der Gleichschaltung zu einer staatlich gelenkten Museumspflege umgestaltet. Ab März 1936 wurden in den deutschen Provinzen Museumspfleger eingesetzt, im November wurde Oskar Karpa für die Provinz Brandenburg in dieses Amt berufen. Anschließend begann eine starke finanzielle Förderung der Heimatmuseen; inwieweit die Ideologie der Nationalsozialisten neu konzipierte Ausstellungen prägte, ist nicht eindeutig überliefert und erforscht.
In der DDR wurde die Museumsarbeit in der Fläche professionalisiert. Gab es in den 1920er-Jahren vor allem Heimatmuseen, entwickelte sich nun eine differenziertere Museumslandschaft in Brandenburg. Das Museumswesen wurde dabei maßgeblich von Heinz Arno Knorr aufgebaut. Die von ihm entwickelte Sammlungssystematik prägt teilweise bis heute die Inventarisierung (kleineren) brandenburgischen Museen. Gleichzeitig entwarf er eine dreistufige Hierarchie der Museumslandschaft. So erhielt jeder Kreis ein eigenes Bezirksmuseum (Kategorie I), das seinerseits untergeordnete Kreis- (Kategorie II) und Heimat- sowie sonstige Museen (Kategorie III) beriet. Inhaltlich folgten die Museen politisch-ideologischen Vorgaben, im Lauf der Zeit entwickelten sich jedoch auch Spielräume z. B. für regional bedeutsame Themen und Geschichten. Nichtsdestotrotz führte der Fokus auf die Geschichte der Arbeiterbewegung zu zahlreichen thematischen Neuprofilierungen wie Agrar- oder Industriemuseen.
Nach der Wiedervereinigung fand die (erneute) Gründungsversammlung des Museumsverbandes Brandenburg am 30. Juli 1990 in der damaligen Bezirkskulturakademie Potsdam statt. 1995 bezog der Verband eine Geschäftsstelle im Schloss Lindstedt in Potsdam. Seit April 2007 befindet sich die Geschäftsstelle an ihrem heutigen Platz am Potsdamer Bassinplatz.
Die Mitgliedschaft im Museumsverband ist nicht exklusiv für Museen vorgesehen, sondern auch für Privatpersonen, die sich beruflich oder persönlich eng mit der brandenburgischen Museumslandschaft verbunden fühlen.

## Tätigkeiten
Der Museumsverband des Landes Brandenburg e.V. berät und unterstützt Museen im Land Brandenburg vielfältig. Neben individuellen Beratungen für korporative Mitglieder veranstaltet der Museumsverband regelmäßige Weiterbildungen in Museen zu Grundlagenarbeit der Museumskunde sowie zu aktuell relevanten Museumsthemen, zum Beispiel auch zur Barrierefreiheit. Zudem findet jedes Jahr eine Herbsttagung mit inhaltlichem Schwerpunkt sowie eine Jahresversammlung an wechselnden Orten statt.
Der Museumsverband besitzt eine Dachlizenz der Inventarisierungssoftware FirstRumos. Partnermuseen können eine vergünstigte Lizenz erwerben. Zudem ist der Museumsverband für Brandenburg Regionaladministrator der Museumsdatenbank museum-digital. Die Museen erhalten bei Fragen der Digitalisierung beratende Unterstützung vom Verband.
Der Museumsverband des Landes Brandenburg betreut mehrere Netzwerke zu verschiedenen Themen sowie diverse Regionalgruppen für einzelne Landkreise.

### Weitere Projekte
Der Museumsverband führt selbstständig eigene Projekte durch, die durch externe Fördermittel finanziert werden.
Provenienzforschung
Im Rahmen der Provenienzforschung erfolgt die Aufarbeitung NS-belasteter Objekte in brandenburgischen Sammlungen, ein Fokus liegt auf Objekten mit fragwürdiger DDR-Provenienz. Die vom Museumsverband konzipierten „Erstchecks“ in den Sammlungen haben sich mittlerweile als „Brandenburger Modell“ in der DDR-Provenienzforschung durchgesetzt.
Kulturtourismus
2021 startete der Museumsverband Brandenburg mit dem Projekt „Touristische Angebote für brandenburgische Museen“. Das Projekt hat zum Ziel vor allem touristische Angebote mit industriekulturellen Aspekten in Brandenburg auszubauen. 2022 haben sich der Museumsverband Brandenburg und das Touristische Netzwerk Industriekultur in Brandenburg zu einer Kooperation zusammengeschlossen, ein Ergebnis der Kooperation ist der seit 2023 stattfindende Tag der Industriekultur Brandenburg.
Statistische Erhebungen
Im Lauf der Zeit entstanden zwei umfassende statistische Erhebungen der brandenburgischen Museumslandschaft. Anhand gezielter Fragen aus allen Bereichen eines Museums sollen nicht nur ein Ist-Zustände festgestellt, sondern auch akute sowie perspektivische Handlungsschwerpunkte für die Belange der Museen erarbeitet werden. Die letzte Erhebung wurde 2017 abgeschlossen. Die Ergebnisse werden fortlaufend auf Regionalkonferenzen für einzelne Landkreise aufbereitet und präsentiert, um Museen, deren Träger und die Landkreise ins Gespräch zu bringen.
Forschen und Ausstellungen
Der Museumsverband forscht auch zur eigenen bzw. zur Museumsgeschichte des Landes Brandenburg. Zudem werden zum Teil Ausstellungen konzipiert und umgesetzt, so zum Beispiel die Jahrhundertausstellung zum 100-jährigen Verbandsjubiläum 2012/2013 mit exemplarischen Objekten aus brandenburgischen Sammlungen im Archäologischen Landesmuseum Brandenburg.

## Publikationen
Zweimal jährlich erscheinen die „Museumsblätter. Mitteilungen des Museumsverbandes Brandenburg“, die erstmals ab 1916 regelmäßig herausgegeben wurden und verschiedenste inhaltliche und methodische Themengebiete rund um die Museumsarbeit im Land behandeln. Ab dem Jahrgang 2016 auch online Open Access über die Seite des Museumsverbandes verfügbar.
Außerdem entwirft der Verband in enger Zusammenarbeit mit entsprechenden Museen Broschüren, Karten und Kataloge.
Fünfmal im Jahr erscheint ein Rundbrief (print und online), in dem die Mitglieder über aktuelle Themen informiert werden.